# تولچا
شهر تولچا (به رومانیایی: Tulcea) در شهرستان تولچا در کشور رومانی واقع شده‌است. جمعیت این شهر ۹۲٬۷۶۲ نفر است. در ارتفاع ۳۰ متر از سطح دریا واقع شده‌است.